# Chelsea Islan
Chelsea Elizabeth Islan, née le 2 juin 1995 à Queens, est une actrice et activiste indonésienne.

## Biographie
Chelsea Islan est née à Queens, New York, d'une mère américaine et d'un père indonésien, Islan a déménagé à Jakarta pour commencer l'école primaire et y rester jusqu'à ce qu'elle termine ses études secondaires au Mentari École internationale. En tant qu'élève du primaire, elle est apparue dans une pièce de théâtre de Once on This Island.
Elle a fait ses débuts au cinéma dans le film dramatique de 2013 S'abstenir aux côtés de Afgansyah Reza et Maudy Ayunda avant de connaître un succès grand public avec le film d'action Société de rue et le film biographique Merry Riana : un rêve à un million de dollars ainsi que la sitcom Le voisin de Gitu en 2014,.
Elle est apparue aux côtés de Boy William dans le drame historique Derrière 98 en 2015 et un autre drame biographique Rudy Habibie en 2016. Les deux rôles ont valu à Islan des nominations consécutives aux 2015 et 2016 Citra Awards dans la catégorie Meilleure actrice, qu'elle a perdu contre Tara Basro (Une copie de mon esprit) et Cut Mini (Athirah) respectivement.
Islan a créé « Youth of Indonesia », une communauté de jeunes dédiée à être une plate-forme pour contribuer à l'Indonésie et protéger les valeurs du pluralisme, à l'occasion du 88e anniversaire de le serment de la jeunesse de 1928 le 28 octobre 2016. Elle est également présidente de la communauté,, Elle a été nommée jeune leader innovant au Sommet des dirigeants d'Asie du Sud-Est 2017 à Jakarta.